# Червений камінь
Червений Камінь (словац. Červený Kameň), замок у Словаччині.

## Місцерозташування
На східних схилах Малих Карпат біля села Часта неподалік від Модри.

## Історія
Початковий замок виник в XIII столітті. В XVI столітті Ауґсбурзька купецька сім'я Фуґґер знесла велику частину замку і побудувала новий ренесансний замок. Нині в замку музей меблів.

## Галерея

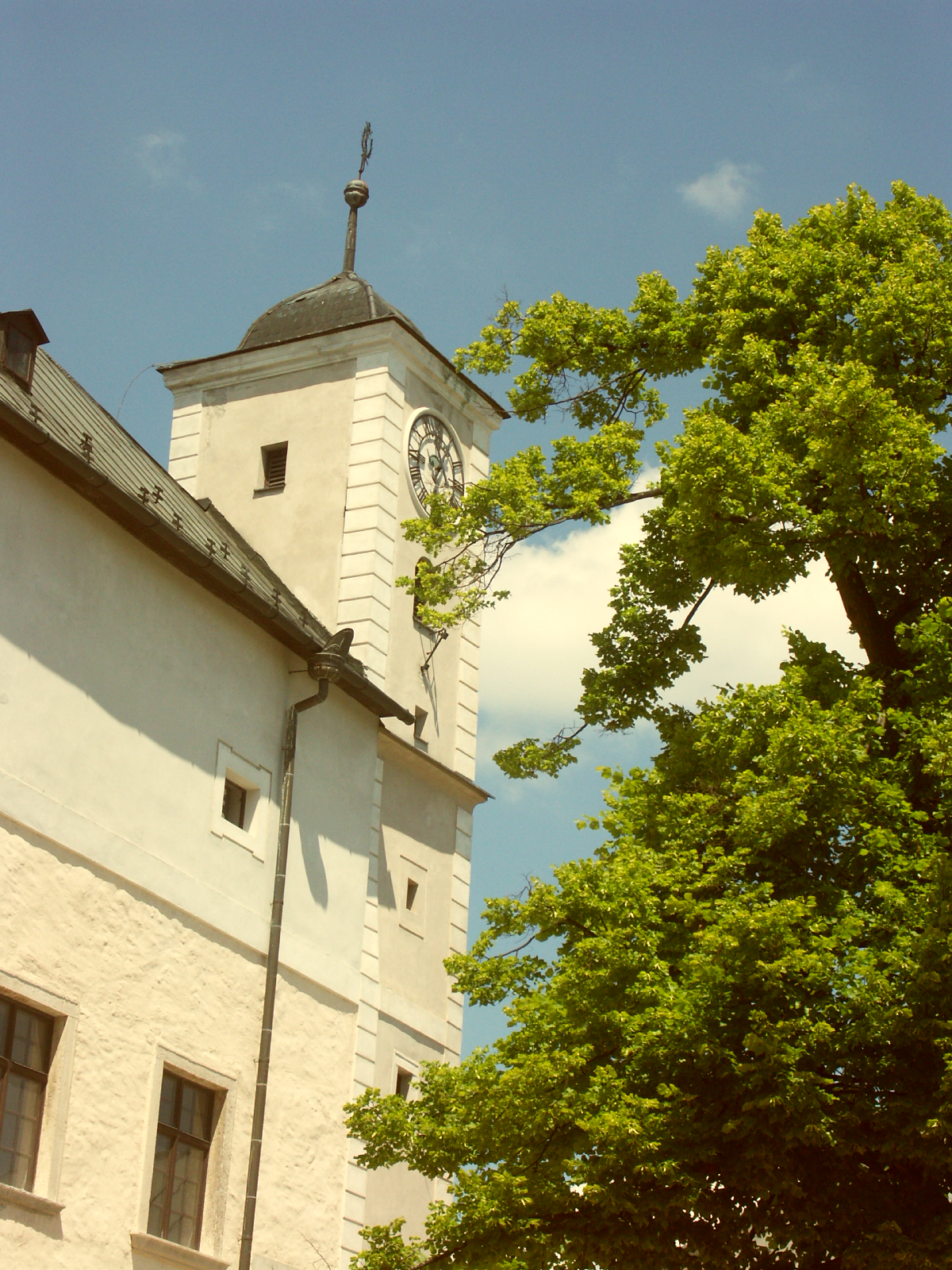
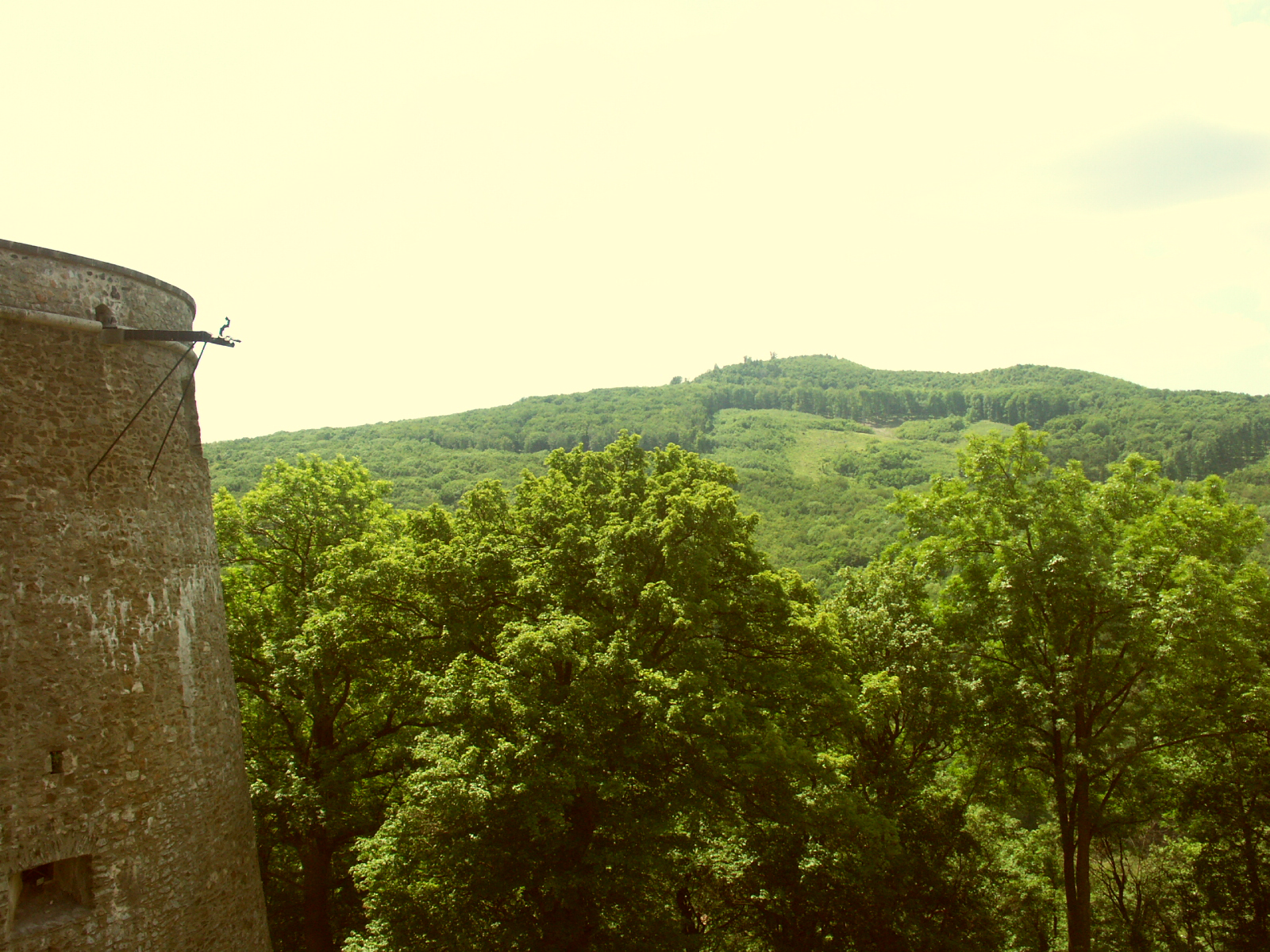
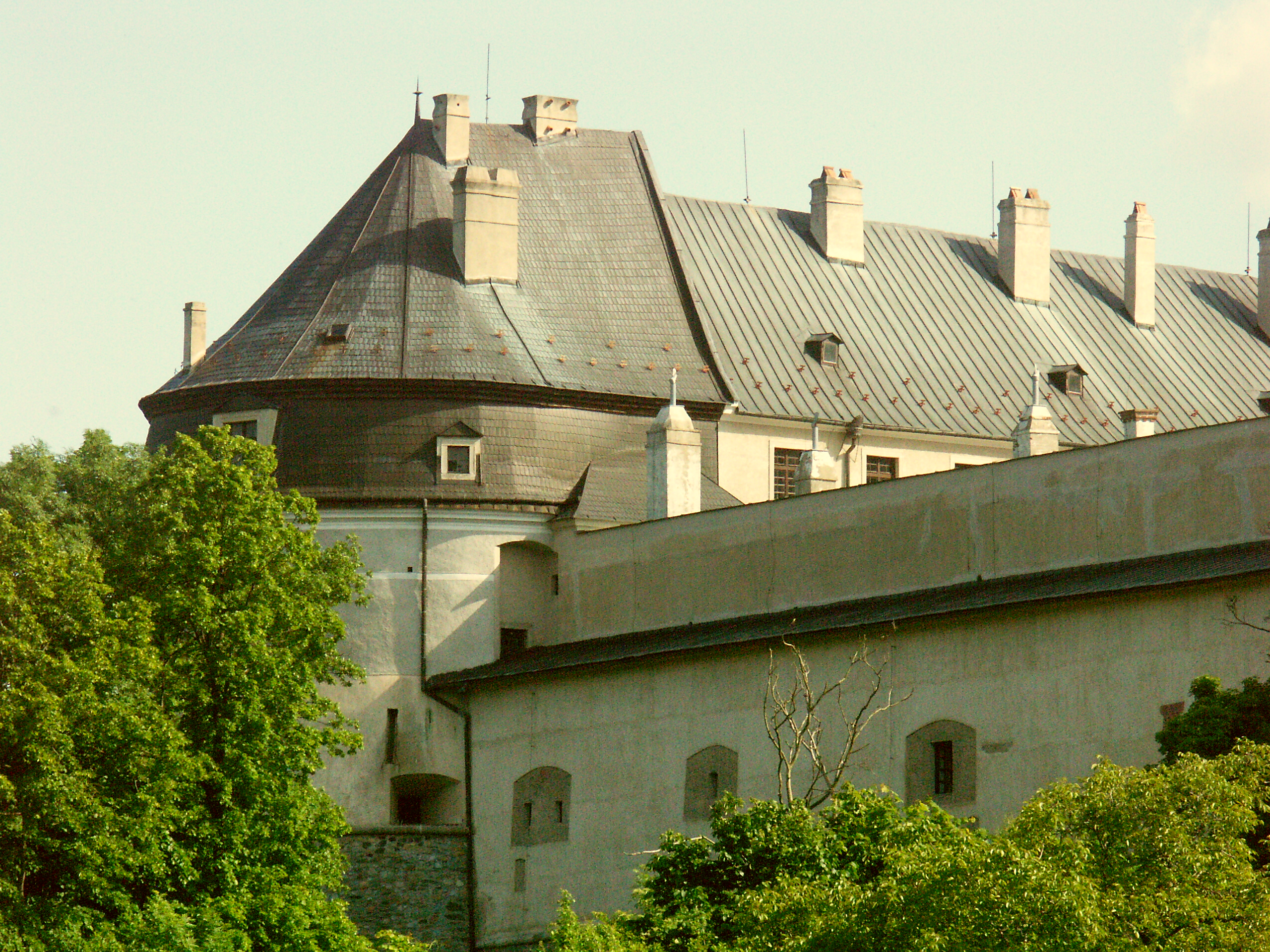
Червений Камінь
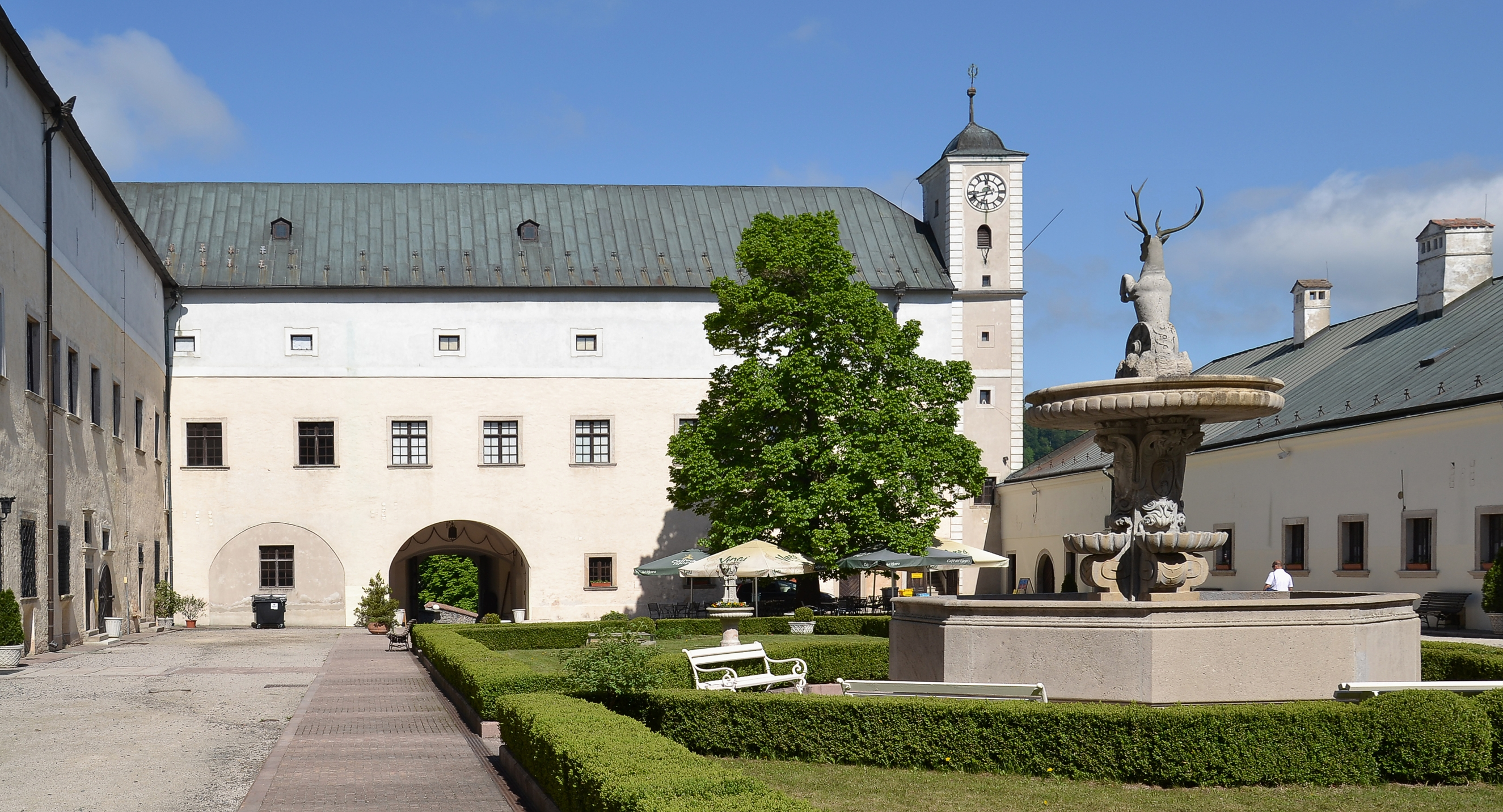
Двір